# Laurence Naismith
Laurence Naismith (n. 14 decembrie 1908 – d. 5 iunie 1992) a fost un actor englez de film.

## Filmografie
- A Piece of Cake (1948) - Merlin Mound
- Trouble in the Air (1948) - Tom Hunt
- Badger's Green (1949) - Mr. Butler
- Inimi bune și coroane (Kind Hearts and Coronets, 1949) - Directorul închisorii (nemenționat)
- Train of Events (1949) - Joe Hunt (segment "The Actor")
- The Chiltern Hundreds (1949) - Reporter (nemenționat)
- Room to Let (1950) - Editor
- The Happiest Days of Your Life (1950) - Dr. Collet
- Pool of London (1951) - Commissionaire (nemenționat)
- Hell is Sold Out (1951) - Dr. Monceau
- There Is Another Sun (1951) - Riley
- Chelsea Story (1951) - Sergeant Matthews
- Calling Bulldog Drummond (1951) - Hardcastle, Card Player (nemenționat)
- High Treason (1951) - Reginald Gordon-Wells
- His Excellency (1952) - First Soldier
- Whispering Smith Hits London (1952) - Parker
- The Happy Family (1952) - Councillor
- I Believe in You (1952) - Sergeant Braxton
- Mother Riley Meets the Vampire (1952) - Police Sergeant at Desk (nemenționat)
- Penny Princess (1952) - Louis the Jailkeeper (nemenționat)
- A Killer Walks (1952) - Doctor James
- The Long Memory (1952) - Hasbury
- Cosh Boy (1953) - Inspector Donaldson
- Time Bomb (1953) - Ambulance Man (nemenționat)
- Rough Shoot (1953) - Blossom
- The Beggar's Opera (1953) - Matt of the Mint
- Mogambo (1953) - Skipper
- Love in Pawn (1953) - Uncle Ramos
- The Million Pound Note (1954) - Walter Craddock (nemenționat)
- The Black Knight (1954) - Major Domo
- Carrington V.C. (1954) - Major Panton
- The Dam Busters (1955) - Farmer
- Josephine and Men (1955) - Porter
- Richard III (1955) - The Lord Stanley
- The Man Who Never Was (1956) - Adm. Cross
- The Weapon (1956) - Jamison
- Lust for Life (1956) - Dr. Bosman
- Tiger in the Smoke (1956) - Canon Avril
- The Extra Day (1956) - Kurt Von
- The Barretts of Wimpole Street (1957) - Dr. Chambers
- Seven Waves Away (1957) - Captain Paul Darrow
- Boy on a Dolphin (1957) - Dr. Hawkins
- Robbery Under Arms (1957) - Ben Marston
- The Gypsy and the Gentleman (1958) - Dr. Forrester
- I Accuse! (1958) - Judge, Esterhazy Trial
- Gideon's Day (1958) - Arthur Sayer
- A Night to Remember (1958) - Capt. Edward John Smith
- The Two-Headed Spy (1958) - Gen. Hauser
- Tempest (1958) - Maj. Zurin
- Solomon și regina din Saba (Solomon and Sheba, 1959) - Hezrai
- Third Man on the Mountain (1959) - Teo Zurbriggen
- Sink the Bismarck! (1960) - First Sea Lord
- The Angry Silence (1960) - Martindale
- The Trials of Oscar Wilde (1960) - Prince of Wales
- Village of the Damned (1960) - Doctor Willers
- The Criminal (1960) - Mr. Town
- The World of Suzie Wong (1960) - O'Neill
- The Singer Not the Song (1961) - Old Uncle
- Greyfriars Bobby (1961) - Mr. Trail
- The Valiant (1962) - Admiral
- I Thank a Fool (1962) - O'Grady
- Cei 300 de spartani (The 300 Spartans) (1962) - First Delegate
- We Joined the Navy (1962) - Admiral Blake
- Cleopatra (1963) - Arachesilaus (nemenționat)
- Iason și Argonauții (Jason and the Argonauts, 1963) - Argus
- The Three Lives of Thomasina (1963) - Reverend Angus Peddie
- Sky West and Crooked (1965) - Edwin Dacres
- Deadlier Than the Male (1967) - Sir John Bledlow
- Camelot (1967) - Merlyn
- The Long Duel (1967) - McDougal
- Fitzwilly (1967) - Mr. Cotty (nemenționat)
- Eye of the Cat (1969) - Dr. Mills
- The Valley of Gwangi (1969) - Professor Bromley
- The Bushbaby (1969) - Prof. 'Cranky' Crankshaw
- Run a Crooked Mile (1969) - Lord Dunnsfield
- Scrooge (1970) - Mr. Fezziwig
- Quest for Love (1971) - Sir Henry Larnstein
- Diamonds Are Forever (1971) - Sir Donald Munger
- Tânărul Winston (Young Winston, 1972) - Lord Salisbury
- The Amazing Mr Blunden (1972) - Mr. Blunden

### Televiziune
- The Adventures of Robin Hood (1956) - Sir William de Courcier
- Danger Man (1960) - Spooner
- The Prince and the Pauper (1962) - Earl of Hertford
- Profiles in Courage (1965) - John Quincy Adams/George Mason
- The Fugitive (1965-1967) - Major Fielding/Dr. Andrew Emmett McAllister/John Mallory
- The Invaders (1967) - Professor Curtis Lindstrom/Cyrus Stone
- Bonanza (1969) - Don Q. Hought
- Fall of Eagles (1974) - Emperor Franz Josef
- Romeo and Juliet (1978) - Prince Escalus
- I Remember Nelson (1982) - Rev. Edmund Nelson